# 민윤정

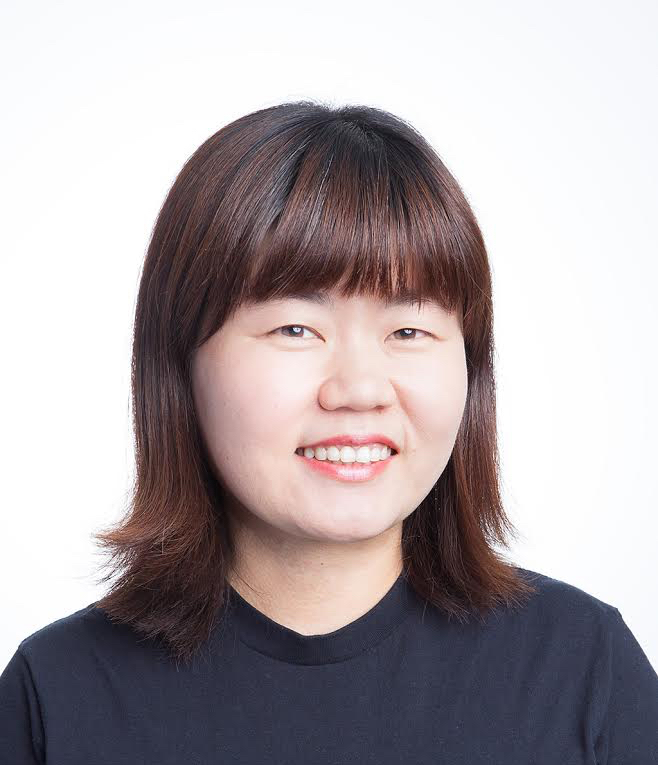
민윤정(YJ Min)

민윤정(YJ Min, 1972년~)은 대한민국의 프로그래머이자 기업인이다. 코노랩스 창업자이자 대표다.

## 활동
다음커뮤니케이션(현재 카카오)의 초기 멤버로서, 다음 카페, 티스토리 등 커뮤니티 본부를 운영하다가 다음 기반 플랫폼 본부, 서비스 전략본부, 다음서비스 부사장등을 역임하며 다양한 기업활동을 수행했다. 다음 사내 벤처 육성 프로그램을 발제하여 카닥 등 서비스를 성공 시킨 바 있다.
코노랩스를 창업해 인공지능 기반 일정관리 서비스 `코노`(https://web.archive.org/web/20200512105136/https://kono.ai/%29%EB%A5%BC 운영한 바 있다. 이 서비스는 실리콘밸리 엑셀러레이터인 500Startups 와 Techstars 에 선정된 서비스로서,  2019년 2월 글로벌 기업용 소프트웨어 기업 SAP의 클라우드 플랫폼 인증을 취득했다. 2019년 1월에는 과학기술정보통신부 '신기술·서비스 심의위원회'의 민간위원 13인 중 한명으로 선임돼 정보통신기술(ICT) 분야 규제 샌드박스 제도를 심의한 바 있다.
2021년 5월 바디코디(https://bodycodi.com) 을 서비스하는 주식회사 '레드블루' 의 기술총괄책임자(CTO) 로 취임하였으며 피트니스 사업자를 위한 바디코디 플랫폼의 기술개발을 진두지휘하고 있다. 

## 경력
한림대학교에서 컴퓨터공학을 전공하고 1995년 포털사이트 '다음' 초창기 멤버로 합류
다음 카페, 티스토리, TV팟 등 커뮤니티 서비스들의 개발 운영을 리드하였으며, 커뮤니티 서비스 본부장을 역임하였다.
MIT경영대학원에서 2010년 MBA를 취득하고, 다음 넥스트인큐베이션스튜디오 사업을 발제하여 리드하였다.
다음 포탈서비스의 플랫폼본부장, 서비스 전략 본부장, 다음서비스 부사장을 지내고 2014년 퇴사를 하고, 코노랩스를 창업했다.
코노랩스는, 500스타트업스와 테크스타즈 투자를 유치하고, 육성 프로그램에 선정된 바 있다.
2021년 성형외과 수술후 환자 외상 회복을 돕는 케어마인드사의 사외이사로서 기술고문 역할을 수행해오고 있다.
2021년 바디코디(https://bodycodi.com) 개발 운영사 레드블루사의 CTO 로 합류했다.
2023년 현재 대한민국 엑셀러레이터인 매쉬업엔젤스(http://www.mashupangels.com/)의%5B깨진+링크(과거+내용+찾기)%5D 부스터 파트너로서 파트타임으로 투자 포트폴리오사들의 기술자문, 성장을 돕는 멘토로 활약하고 있다.